# Grazer Linuxtage

Logo der Grazer Linuxtage (Steirertux)

Die Grazer Linuxtage (GLT) sind eine große Veranstaltung rund um Open Source, Freie Software und Freie Hardware in Österreich. Nach über einem Jahrzehnt auf dem Institut für Fahrzeugtechnik der FH Joanneum Graz finden sie seit 2019 am Campus Inffeld der Technischen Universität Graz statt. Interessierte erwartet zwei Tage lang ein abwechslungsreiches Programm mit Vorträgen, Workshops und Infoständen.
Gewachsen aus 17 Vorträgen rund um Linux im Jahre 2003, bieten die Grazer Linuxtage nun ein breites Programm aus nahezu 70 Workshops und Vorträgen rund um ein weit gefächertes Spektrum an Themen in freier Technik, Community und Open Culture. 
Neben dem Vortragsprogramm können sich Besucher der GLT auch bei über 30 Messeständen von Firmen, Vereinen und Gemeinschaftsprojekten informieren und beraten lassen.

## Geschichte

### 2002
Im Jahr 2002 waren die Grazer Linux-Tage noch eine Insiderveranstaltung, die als „nicht offiziell“ galt.

### 2003
Am 25. April 2003 fanden die Grazer Linux-Tage zum ersten Mal statt, nachdem sich eine kleine Gruppe Grazer Studierender, ermutigt durch großartige Erfahrungen bei ähnlichen Veranstaltungen im Ausland, dazu entschlossen hatte, dies auch in ihrer Heimatstadt zu versuchen. Als besondere Vorbilder dienen hier die Chemnitzer Linux-Tage und die FOSDEM.

### 2004
Die Grazer Linuxtage 2004 fanden am 7. und 8. Mai 2004 an der FH Joanneum in Graz statt.

### 2005
Die Grazer Linuxtage 2005 fanden am 13. und 14. Mai 2005 in Graz und in Kapfenberg an der FH Joanneum statt. Am 13. Mai fand der Business-Tag in Kapfenberg und am 14. Mai der Community-Tag in Graz statt.
Da die FH Joanneum ihre Studiengänge rund um Informatik und IT am Standort Kapfenberg gruppiert hat, entschloss sich eine Gruppe Studierender dieser Lehrgänge, einen Tag der Grazer Linuxtage in Kapfenberg zu veranstalten. Die Aufgaben und Inhalte wurden dabei so verteilt, dass der Tag in Kapfenberg als Business-Tag und der in Graz als Community-Tag bezeichnet wurden.

### 2006
Die Grazer Linuxtage 2006 fanden am 19. und 20. Mai 2006, so wie im Jahr 2005, in Graz und in Kapfenberg statt.

### 2007
Die Grazer Linuxtage 2007 fanden im Rahmen der Linuxwochen Österreich am 19. Mai 2007 auf der FH Joanneum in Graz statt. Erstmals wurden Prüfungen des Linux Professional Institute (LPI) angeboten.

### 2008
Die Grazer Linuxtage 2008 fanden am 19. April 2008 an der FH Joanneum in Graz statt. Erstmals wurden über 300 Besucher gezählt.

### 2009
Die Grazer Linuxtage 2009 fanden am 25. April 2009 an der FH Joanneum in Graz statt. Erstmals wurden über 450 Besucher gezählt.

### 2010
Die Grazer Linuxtage 2010 fanden am 24. April 2010 an der FH Joanneum in Graz statt. Erstmals wurden über 500 Besucher gezählt.

### 2011
Die Grazer Linuxtage 2011 fanden am 9. April 2011 an der FH Joanneum in Graz statt. Es wurden über 500 Besucher gezählt.

### 2012
Die Grazer Linuxtage 2012 fanden am 28. April 2012 an der FH Joanneum in Graz statt. Erstmals wurden über 550 Besucher gezählt.

### 2013
Die Grazer Linuxtage 2013 fanden am 20. April 2013 an der FH Joanneum in Graz statt. Erstmals wurden über 700 Besucher gezählt.

### 2014
Die Grazer Linuxtage 2014 fanden am 4. und 5. April 2014 an der FH Joanneum in Graz statt. Erstmals wurden über 800 Besucher gezählt.

#### Workshop-Tag
Nach einigen Jahren der erfolgreichen Vergrößerung des Vortrags- und Ausstellungsprogramms wagten die Veranstalter der Grazer Linuxtage 2014 erstmals die Ausgliederung der Workshops auf einen dafür dedizierten Tag. 
Workshops laufen üblicherweise länger als normale Vorträge und der separate Tag erlaubte auch den an den Workshops Teilnehmenden das Angebot an Vorträgen umfassender zu besuchen. Dieses Format ist auch weiterhin aktuell und wird von den Besuchern der GLT sehr geschätzt.

### 2015
Die Grazer Linuxtage 2015 fanden am 24. und 25. April 2015 an der FH Joanneum in Graz statt. Es wurden über 800 Besucher gezählt.

### 2016
Die Grazer Linuxtage 2016 fanden am 29. und 30. April 2016 an der FH Joanneum in Graz statt. Es wurden wieder über 800 Besucher gezählt.

### 2017
Die Grazer Linuxtage 2017 fanden am 28. und 29. April 2017 an der FH Joanneum in Graz statt. Es wurden über 750 Besucher gezählt.

### 2018
Die Grazer Linuxtage 2018 fanden am 27. und 28. April 2018 an der FH Joanneum in Graz statt. Es wurden über 800 Besucher gezählt. Erstmals wurden Vorträge und Workshops vom Chaos Computer Club Video Operation Center live ins Internet gestreamt und aufgezeichnet.

### 2019
Die Grazer Linuxtage 2019 fanden am 26. und 27. April 2019 erstmals am Campus Inffeld an der Technischen Universität Graz statt.

#### Wechsel an die TU Graz
Durch Umbauarbeiten am Gebäude des Instituts für Fahrzeugtechnik an der FH Joanneum mussten die Veranstalter der GLT für 2019 einen neuen Veranstaltungsort suchen.
Neben anderen Räumlichkeiten der FH Joanneum standen auch Räume und Infrastruktur am Campus Inffeld der Technischen Universität Graz im Raum. Nach reiflicher Überlegung fiel die Entscheidung nach über 15 Jahren den Ortswechsel von der FH Joanneum an die TU Graz zu vollziehen.

### 2020
Die Grazer Linuxtage 2020 wurden einen Monat vor den Veranstaltungstagen am 17. und 18. April 2020 in Folge der Covid19-Pandemie abgesagt.

### 2021
Die Grazer Linuxtage 2021 fanden am 9. und 10. April 2021 statt. Wegen der anhaltenden Corona-Pandemie wurde das Event rein digital abgehalten.

### 2022
Die Grazer Linuxtage 2022 fanden am 22. und 23. April 2022 statt. Dieses Event fand wieder vor Ort statt.

### 2023
Die Grazer Linuxtage 2023 fanden am 14. und 15. April 2023 statt. Es wurde ein neuer Besucherrekord von 900 Personen erreicht.

### 2024
Die Grazer Linuxtage 2024 fanden am 5. und 6. April 2024 statt. Mit 1.000 Besuchenden wurde erneut ein Rekord erreicht.
Die Keynote hielt Johanna Pirker zum Thema „Die Demokratisierung von Game Development - The Good, the Bad, and the Ugly“.

### 2025
Die Grazer Linuxtage 2025 fanden am 25. und 26. April 2025 statt. Die Keynote hielt Thomas Lohninger von epicenter.works zum Thema „Netzpolitischer Wetterbericht“.